# 미국 서해안

미국 서해안

미국 서해안(West Coast of the United States)은 미국에서 태평양에 접한 지역이다. 일반적으로는 미국 본토인 캘리포니아주, 오리건주, 워싱턴주를 가리키지만, 때때로 행정적인 용어 사용에서 알래스카와 하와이를 포함한다.
넓은 의미로는 서해안에 인접하고 경제적, 문화적으로도 연결이 가능한 애리조나주와 네바다주를 포함하기도 한다.

## 같이 보기
- 미국 동해안
- 선 벨트